# Grzybówka żółtawa
Grzybówka żółtawa (Mycena flavescens Velen.) – gatunek grzybów z rodziny grzybówkowatych (Mycenaceae).

## Systematyka i nazewnictwo
Pozycja w klasyfikacji według Index Fungorum: Mycena, Mycenaceae, Agaricales, Agaricomycetidae, Agaricomycetes, Agaricomycotina, Basidiomycota, Fungi.
Takson ten opisał w Josef Velenovský 1920 r. Synonim: Mycena luteoalba var. sulphureomarginata.
nazwę polską nadała mu Maria Lisiewska w 1987 r.

## Morfologia
Kapelusz
Średnica 5–30 mm, początkowo wąskostożkowaty, potem szerokostożkowaty, paraboliczny, wypukły, w końcu prawie płaski, czasem z małym garbkiem, półprzezroczyście prążkowany. Powierzchnia naga, o barwie od kości słoniowej do żółtawobiałej, czasem bardziej żółtawej w środku.
Blaszki
W liczbie 20–24 dochodzących do trzonu, wąsko przyrośnięte, zbiegające z krótkim ząbkiem, lub bez, białe.
Trzon
Wysokość 20–80 mm, grubość 1–2 mm, walcowaty, pusty w środku, prosty. Powierzchnia ma szczycie oprószona, niżej naga, biała, u podstawy pokryta gęstymi, białymi, giętkimi włókienkami.
Miąższ
Bez wyraźnego zapachu.
Cechy mikroskopowe
Podstawki 24–30 × 5,5–6,5 µm, maczugowate, 4-zarodnikowe, ze sprzążkami. Zarodniki 6,5–9 × 3–4,5 µm, pipetowate, gładkie, nieamyloidalne. Cheilocystydy 30–60 × 5,5–12,5 µm, wymieszane z podstawkami, wrzecionowate, z długimi lub krótkimi szypułkami, czasem pokryte galaretowatą substancją. Pleurocystydy podobne. Strzępki w skórce trzonu o szerokości 2–6,5 µm, gładkie, ze sprzążkami, uchyłkowate, pokryte prostymi lub bardzo rozgałęzionymi, cylindrycznymi lub silnie nabrzmiałymi naroślami. Kaulocystydy do 65 × 20 µm, wrzecionowate, kiełbaskowate, prawie cylindryczne, maczugowate lub prawie kuliste.
Gatunki podobne
Grzybówkę żółtawą można pomylić z gatunkami z rodzaju Hemimycena (białogrzybówka), na przykład białogrzybówka mlecznobiałą (Hemimycena lactea) i białogrzybówką ługowatą (Hemimycena delectabilis). Różni się od tych gatunków między innymi wyraźnym zabarwieniem, żółtawym lub białym kapeluszem, różnie ukształtowanymi zarodnikami i różnym kształtem kaulocystyd.
W obrębie rodzaju Mycena M. flavoalba jest członkiem sekty Adonideae, która charakteryzuje się mniej lub bardziej jaskrawymi barwami owocników i nieamyloidowymi zarodnikami, gładkimi, wrzecionowatymi cheilocystydami, obecnością pleurocystyd, uchyłkowatymi strzępkami włoskowatych strzępek i gładkimi strzępkami warstwy korowej trzonu. Na przekroju różni się od innych gatunków barwą kapelusza – białą do żółtobiałej.
Badania molekularne przeprowadzone przez Aronsena i Larssona w 2016 r. wskazują, że M. flavoalba obejmuje dwa różniące się filogenetycznie gatunki, które należy badać dalej. Odkryli również, że Mycena floridula, jest współzależny z jedną częścią badanego przez nich materiału M. flavoalba, podczas gdy druga część stanowi gatunek obecnie nieokreślony.

## Występowanie i siedlisko
Grzybówka żółtawa znana jest w Ameryce Północnej i Europie. Władysław Wojewoda w zestawieniu grzybów wielkoowocnikowych Polski w 2003 r. przytacza 8 stanowisk. Jedno, ale bardziej aktualne stanowisko podaje internetowy atlas grzybów. W Polsce gatunek rzadki. Znajduje się na Czerwonej liście roślin i grzybów Polski. Ma status R – gatunek potencjalnie zagrożony z powodu ograniczonego zasięgu geograficznego i małych obszarów siedliskowych.
Grzyb saprotroficzny. Występuje na omszałych trawnikach, na porośniętych mchem pniach drzew, wśród szczątków warzywnych pod drzewami liściastymi i na zwalonych igłach w lasach iglastych, zwłaszcza świerkowych, rzadziej bukowych.